# Juan Spósito
Juan Manuel Spósito, talvolta menzionato anche come Manuel Spósito o Juan Esposto (Buenos Aires, 7 marzo 1907 – ...), è stato un calciatore argentino, di ruolo attaccante.

## Carriera
Mezzala sinistra argentina militante nell'Huracán, viene acquistato nel 1931 dal Genova 1893, su indicazione del suo connazionale ed ex-compagno di squadra Guillermo Stábile, che già veste la maglia rossoblu.
A Genova, nel campionato 1932-1933 mette a segno 15 reti, fra cui una tripletta con cui i rossoblu battono la Juventus che dominava il campionato.
La Serie A 1933-1934 è meno felice sia a livello personale, con 4 sole reti all'attivo, sia soprattutto per il Genoa, che retrocede in Serie B per la prima volta nella sua storia. Esposto partecipa all'immediata risalita in massima serie (pur senza andare a segno), quindi resta chiude il suo periodo a Genova con 6 reti in 18 incontri del campionato 1935-1936.
A fine stagione si trasferisce in Francia nella file dell'Antibes con cui disputa il campionato di Division 1 1936-1937 (la massima serie transalpina di allora), centrando la salvezza. Torna quindi in Italia per chiudere la carriera con la maglia bluceleste del Lecco, con cui disputa due stagioni e mezzo in Serie C.
In carriera ha totalizzato complessivamente 126 presenze e 31 reti in Serie A.

## Palmarès

### Club

#### Competizioni nazionali
- Primera División (AAAF): 1

Huracán: 1928
- Serie B: 1

Genova 1893: 1934-1935